# Plexaurella curvata
Plexaurella curvata är en korallart som beskrevs av Kunze 1916. Plexaurella curvata ingår i släktet Plexaurella och familjen Plexauridae. Inga underarter finns listade i Catalogue of Life.